# Geboortesteen

Enkele veelvoorkomende maandelijkse geboortestenen

Een geboortesteen is een edelsteen die verband houdt met de geboortemaand of het sterrenbeeld van een persoon. Ze worden vaak verwerkt in sieraden of gedragen als hanger aan een ketting.

## Geschiedenis
De historicus Josephus uit de eerste eeuw n.Chr. geloofde dat er een verband was tussen de twaalf stenen in de borstplaat van Aäron (die de stammen van Israël symboliseren, zoals beschreven in het boek Exodus), de twaalf maanden van het jaar en de twaalf tekens van de dierenriem. De vertalingen en interpretaties van de Exodus-passages over de borstplaat lopen echter sterk uiteen. Josephus zelf gaf twee verschillende lijsten van de twaalf stenen. George Frederick Kunz suggereert dat Josephus de borstplaat van de Tweede Tempel zag en niet die uit het boek Exodus. Sint-Hiëronymus, verwijzend naar Josephus, stelde dat de funderingsstenen van het nieuwe Jeruzalem (Openbaring 21:19-20) passend zouden zijn voor christenen.
In de achtste en negende eeuw werden religieuze verhandelingen geschreven die een specifieke steen aan een apostel koppelden, met het idee dat ‘hun naam op de funderingsstenen zou worden geschreven, samen met hun deugd’. Hieruit ontstond de traditie om twaalf stenen te bezitten en elke maand één daarvan te dragen. De praktijk van het dragen van slechts één geboortesteen per maand is echter relatief recent. Moderne bronnen verschillen van mening over de oorsprong: Kunz plaatst het begin in het achttiende-eeuwse Polen, terwijl het Gemological Institute of America aangeeft dat deze traditie al in de jaren zestig van de zestiende eeuw in Duitsland begon.

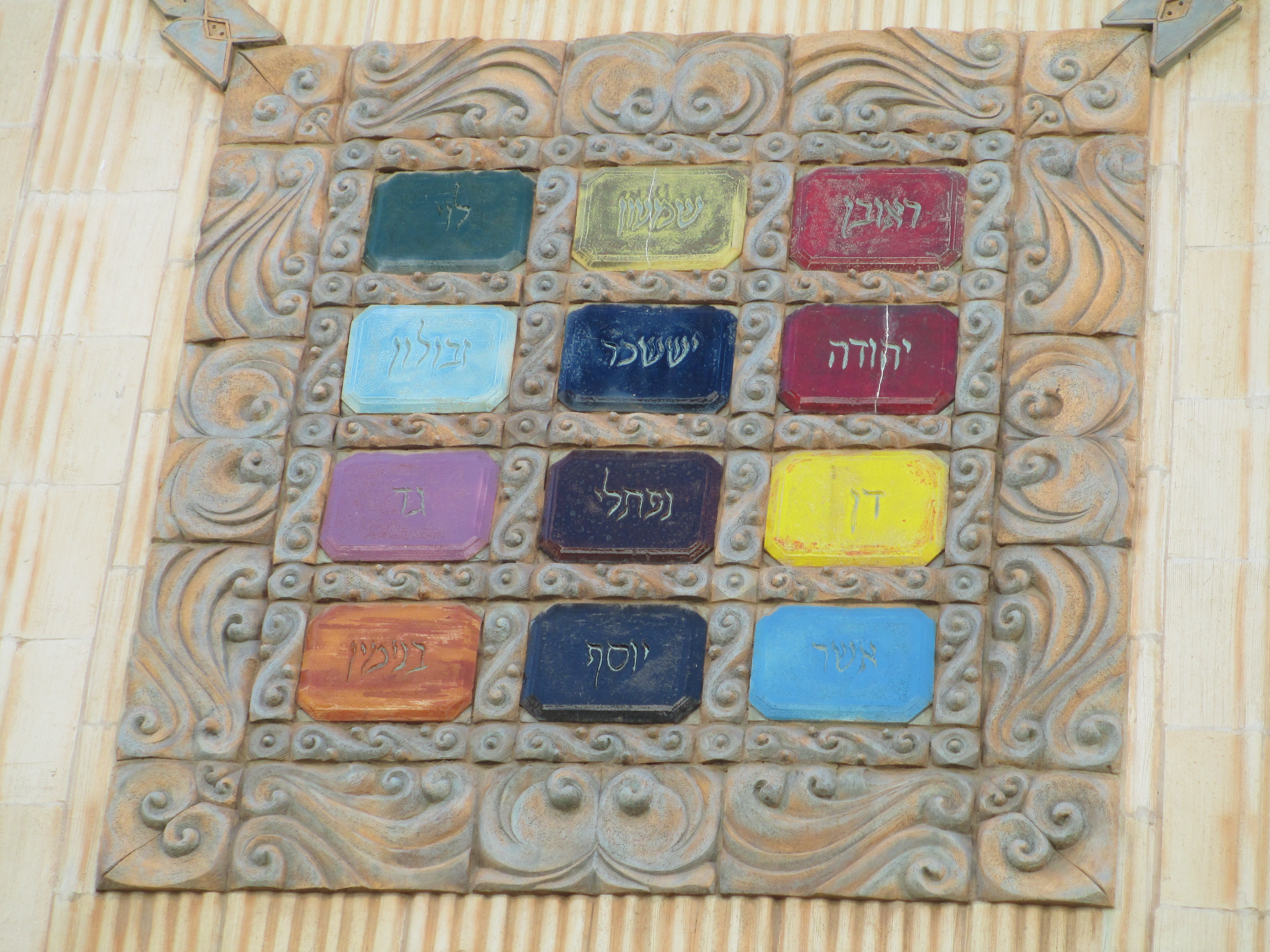
Reconstructie van de borstplaat van de hogepriester voor de centrale Sefardische synagoge in Ramat Gan, Israël

Moderne lijsten van geboortestenen hebben weinig connectie met de borstplaat of de funderingsstenen uit het christendom. Door veranderingen in smaak, tradities en verwarrende vertalingen zijn ze ver verwijderd geraakt van hun historische oorsprong.:310 Een auteur omschreef de Kansas-lijst van 1912 (zie hieronder) zelfs als ‘niet meer dan een ongefundeerde marketingstrategie’.:132
In sommige gedichten wordt aan elke maand van de Gregoriaanse kalender een geboortesteen toegewezen. Deze stenen vertegenwoordigen de traditionele keuzes uit Engelstalige culturen. Tiffany & Co.. publiceerde deze gedichten, "van een onbekende auteur," voor het eerst in een pamflet in 1870.
In 1912 kwam de Amerikaanse National Association of Jewelers (later hernoemd naar Jewelers of America) bijeen in Kansas om geboortestenen te standaardiseren en stelde een officiële lijst vast.:317 In 1952 werd de lijst bijgewerkt:311 door de Jewelry Industry Council of America, waarbij alexandriet werd toegevoegd voor juni, citrien voor november en roze toermalijn voor oktober. Daarnaast werden de lapis lazuli van december vervangen door zirkoon, en werden de primaire en alternatieve stenen voor maart omgewisseld. De American Gem Trade Association voegde in 2002 tanzaniet toe als geboortesteen voor december, en in 2016 voegden zij samen met Jewelers of America spinel toe als extra geboortesteen voor augustus. De Britse National Association of Goldsmiths stelde in 1937 haar eigen gestandaardiseerde lijst op, terwijl Japanse brancheorganisaties in 2021 tien nieuwe soorten geboortestenen toevoegden.

### Oosterse traditie
In oosterse culturen worden edelstenen op vergelijkbare wijze verbonden met geboorten, maar in plaats van met een geboortemaand, worden ze geassocieerd met hemellichamen. Astrologie speelt een centrale rol bij het bepalen welke edelstenen het meest geschikt en gunstig zijn voor een persoon. In het hindoeïsme zijn er bijvoorbeeld negen edelstenen die gekoppeld zijn aan de Navagraha (hemelse krachten, zoals de planeten, de zon en de maan). Deze staan in het Sanskriet bekend als Navaratna (negen edelstenen). Bij de geboorte wordt een astrologische kaart opgesteld, en op basis van de positie van deze krachten aan de hemel op het exacte moment en de locatie van de geboorte, worden specifieke stenen aanbevolen. Deze stenen worden op het lichaam gedragen om mogelijke negatieve invloeden af te weren.

## Geboortesteen naar maand
| Maand     | 15e-20e eeuw:315                      | Verenigde Staten (1912):319–320 | Verenigd Koninkrijk (2013) | Verenigde Staten (2019)       |
| --------- | ------------------------------------- | ------------------------------- | -------------------------- | ----------------------------- |
| Januari   | Granaat                               | Granaat                         | Granaat                    | Granaat                       |
| Februari  | Amethist, Zirkoon, Parel              | Amethist                        | Amethist                   | Amethist                      |
| Maart     | Heliotroop, Jaspis                    | Heliotroop, Aquamarijn          | Aquamarijn, Heliotroop     | Aquamarijn, Heliotroop        |
| April     | Diamant, Saffier                      | Diamant                         | Diamant                    | Diamant                       |
| Mei       | Smaragd, Agaat                        | Smaragd                         | Smaragd, Chrysopraas       | Smaragd                       |
| Juni      | Cat's eye, Turkoois, Agaat            | Parel, Maansteen                | Parel, Maansteen           | Parel, Maansteen, Alexandriet |
| Juli      | Turkoois, Onyx                        | Robijn                          | Robijn, Carneool           | Robijn                        |
| Augustus  | Sardonyx, Carneool, Maansteen, Topaas | Sardonyx, Peridoot              | Peridoot, Sardonyx         | Peridoot, Spinel, Sardonyx    |
| September | Chrysolite (aka peridot)              | Saffier                         | Saffier, Lapis lazuli      | Saffier                       |
| Oktober   | Opaal, Aquamarijn                     | Opaal, Toermalijn               | Opaal                      | Opaal, Toermalijn             |
| November  | Topaas, Parel                         | Topaas                          | Topaas, Citrien            | Topaas, Citrien               |
| December  | Heliotroop, Robijn                    | Turkoois, Lapis lazuli          | Tanzaniet, Turkoois        | Turkoois, Zirkoon, Tanzaniet  |

## Geboortestenen naar sterrenbeeld
| Teken        | Data :318                  | Steen :345–347 |
| ------------ | -------------------------- | -------------- |
| Ram          | 21 maart – 19 april        | Bloedsteen     |
| Stier        | 20 april – 20 mei          | Saffier        |
| Tweelingen   | 21 mei – 20 juni           | Agaat          |
| Kreeft       | 21 juni – 22 juli          | Smaragd        |
| Leeuw        | 23 juli – 22 augustus      | Onyx           |
| Maagd        | 23 augustus – 22 september | Carneool       |
| Weegschaal   | 23 september – 22 oktober  | Chrysoliet     |
| Schorpioen   | 23 oktober – 21 november   | Beryl          |
| Boogschutter | 22 november – 21 december  | Topaas         |
| Steenbok     | 22 december – 19 januari   | Robijn         |
| Waterman     | 20 januari – 18 februari   | Granaat        |
| Vissen       | 19 februari – 20 maart     | Amethist       |

## Verjaardagsstenen (dagen van de week)
Hoewel de term "verjaardagssteen" soms als synoniem voor geboortesteen wordt gebruikt, krijgt elke dag van de week ook een specifieke edelsteen toegewezen. Deze dagtoewijzingen verschillen echter van de edelstenen die per maand worden geassocieerd.
| Dag van de week | Steen(en)           |
| --------------- | ------------------- |
| Zondag          | Topaas, Diamant     |
| Maandag         | Parel, Kristal      |
| Dinsdag         | Robijn, Smaragd     |
| Woensdag        | Amethist, Magnetiet |
| Donderdag       | Saffier, Carneool   |
| Vrijdag         | Smaragd, Kattenoog  |
| Zaterdag        | Turkoois, Diamant   |

## Afbeeldingen

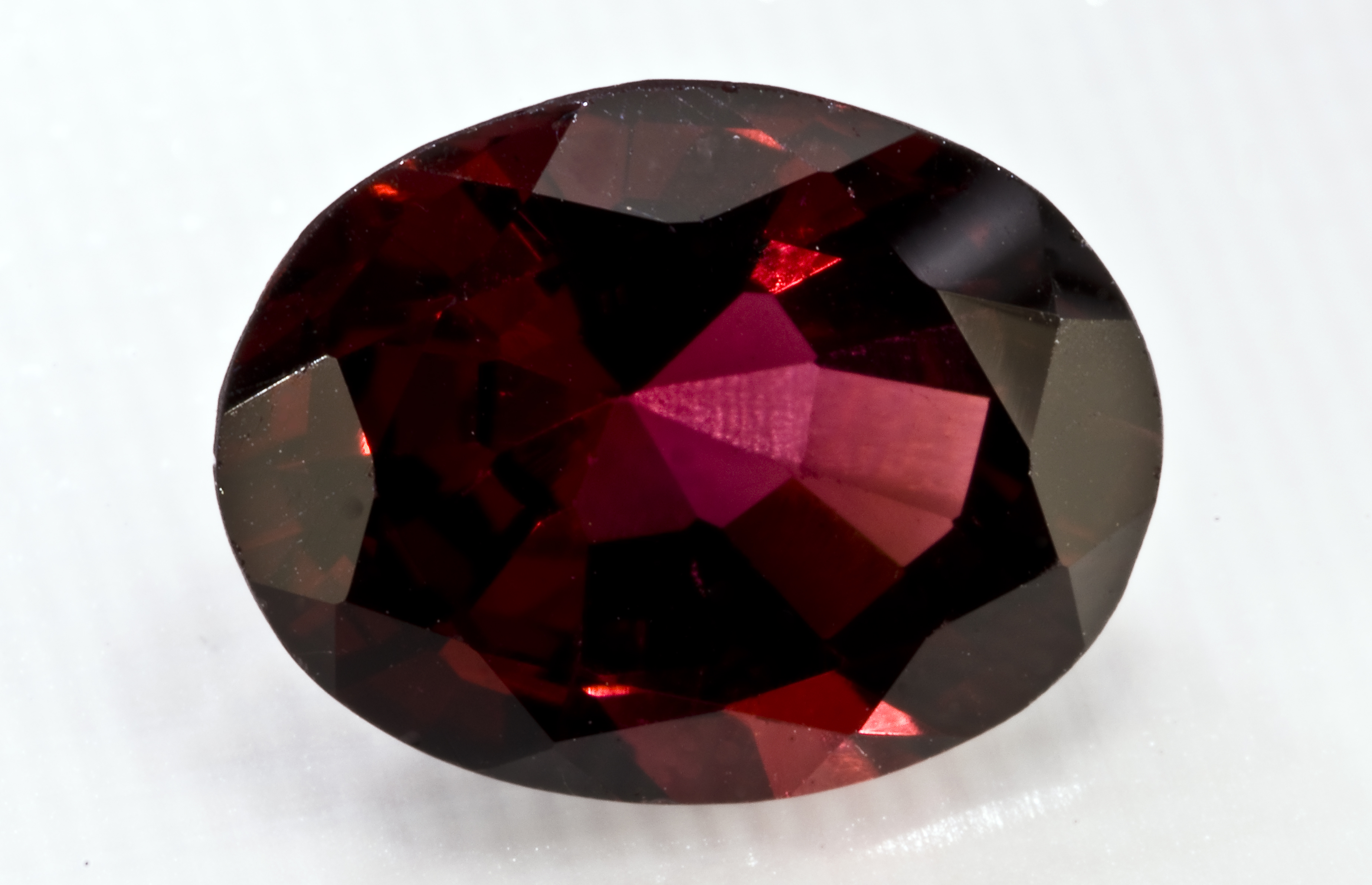
Granaat, de geboortesteen voor januari.
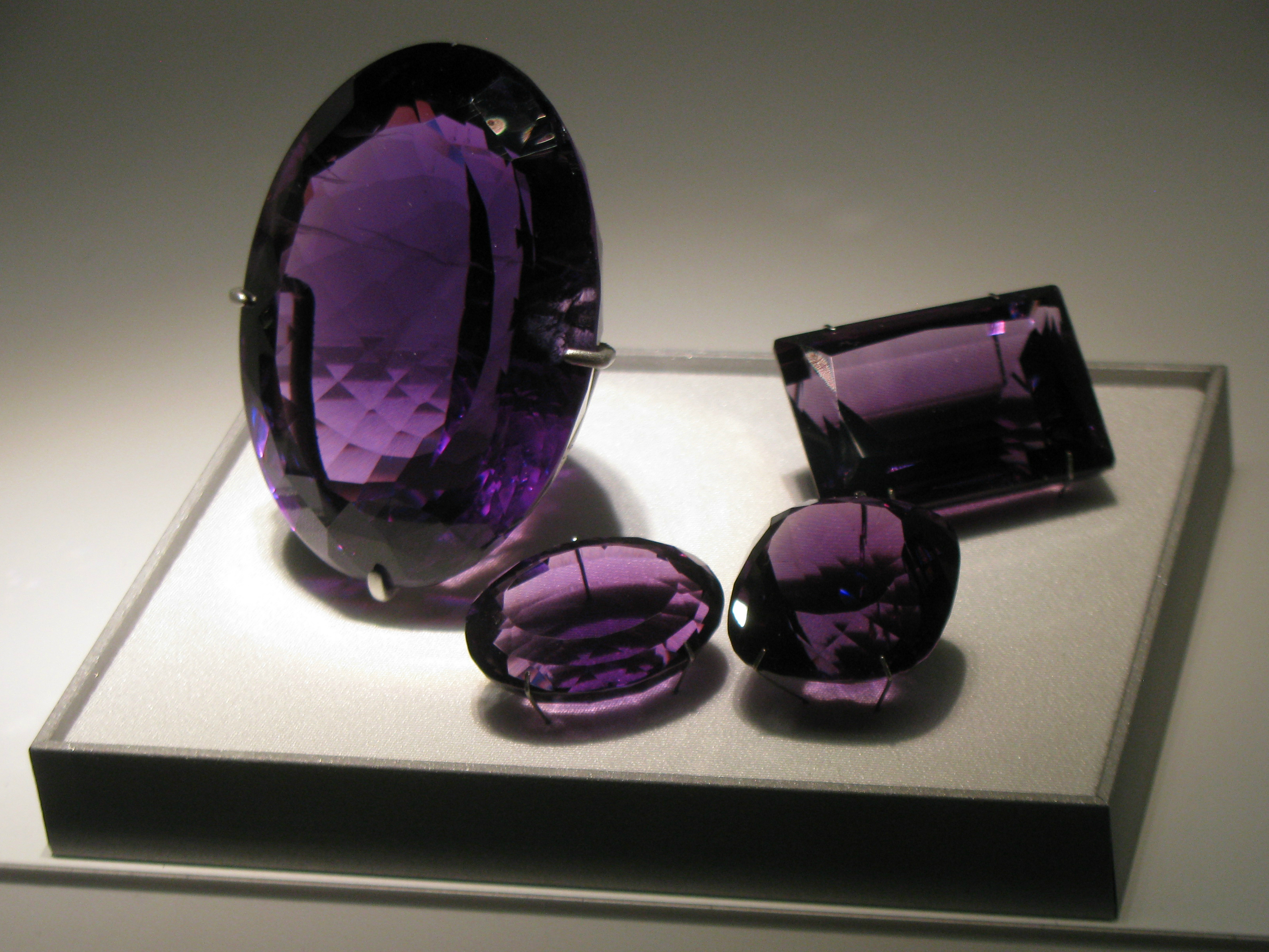
Amethist, de geboortesteen voor februari.
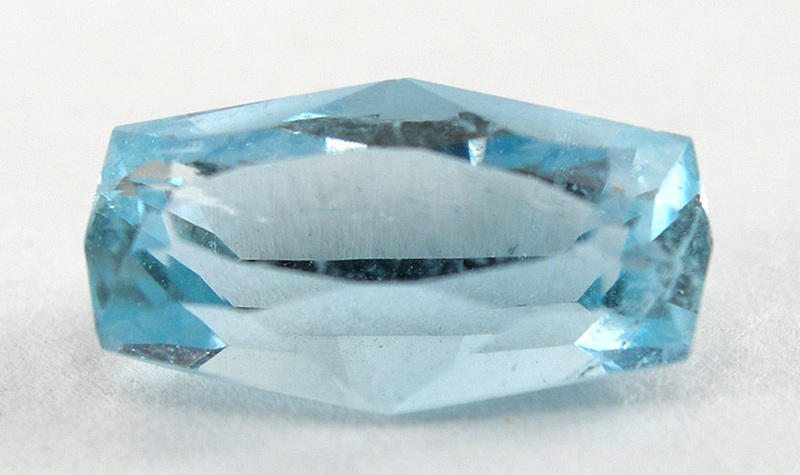
Aquamarijn, de geboortesteen voor maart.
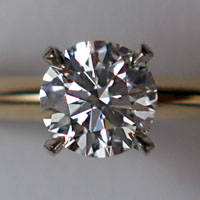
Diamant, de geboortesteen voor april.
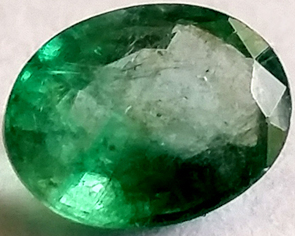
Smaragd, de geboortesteen voor mei.
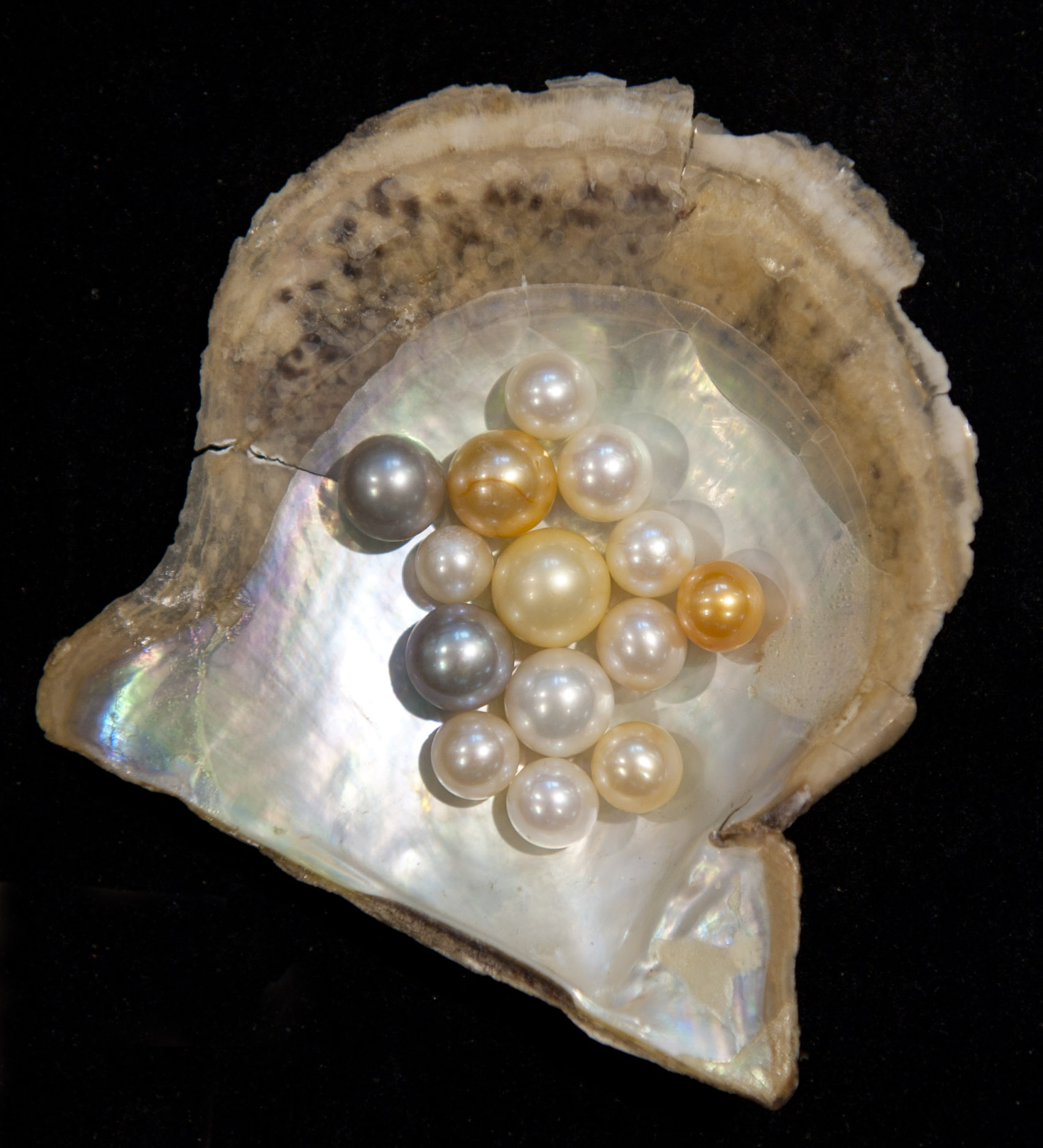
Parel, een van de drie geboortestenen van juni.
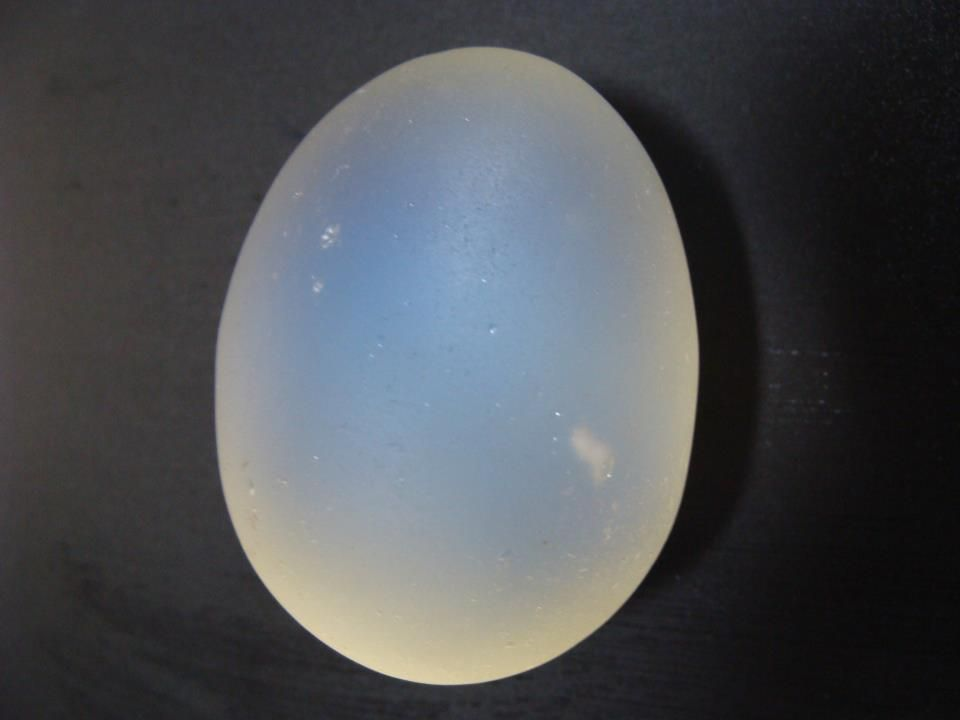
Maansteen, een van de drie geboortestenen van juni.
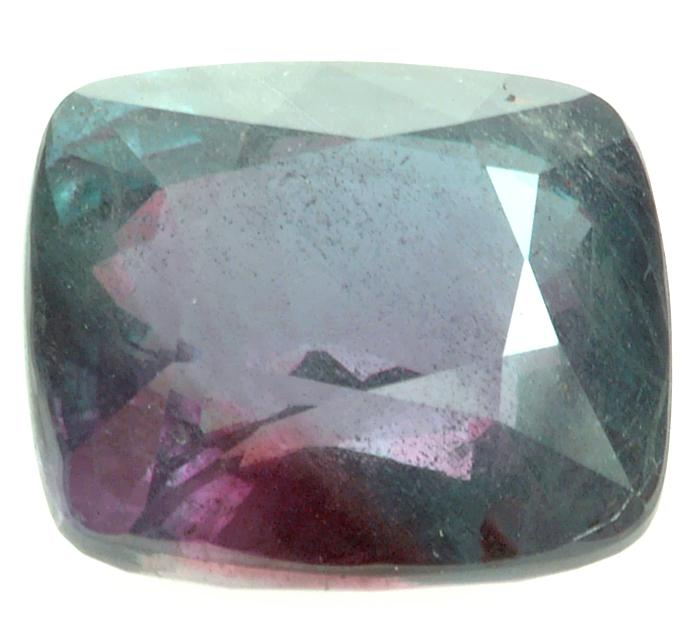
Alexandriet, een van de drie geboortestenen van juni.
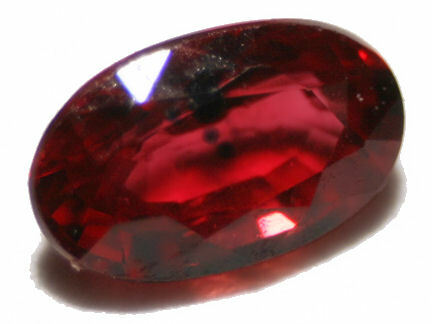
Robijn, de geboortesteen voor juli.
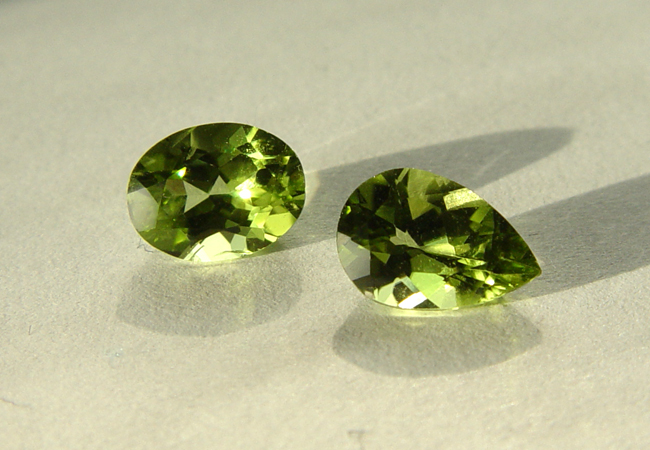
Peridot, de moderne geboortesteen voor augustus.
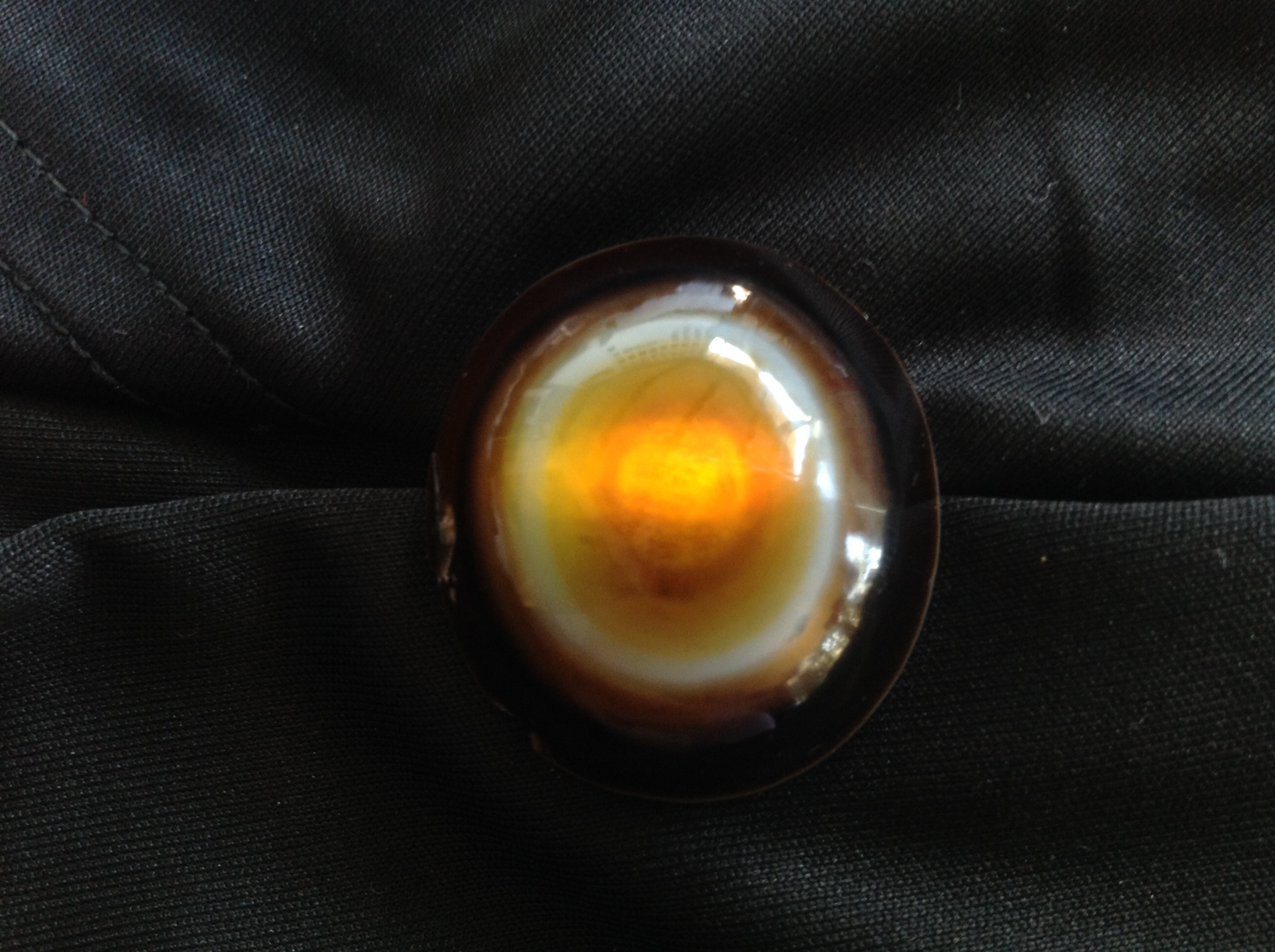
Sardonyx, de traditionele geboortesteen voor augustus.
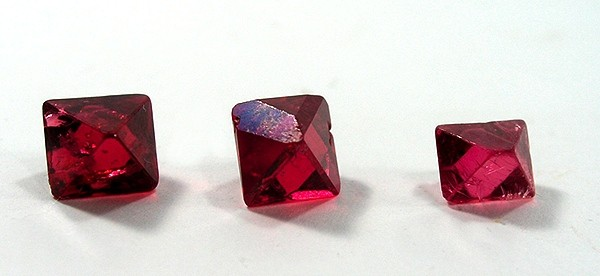
Spinel, een recentere (2019) alternatieve geboortesteen voor augustus.
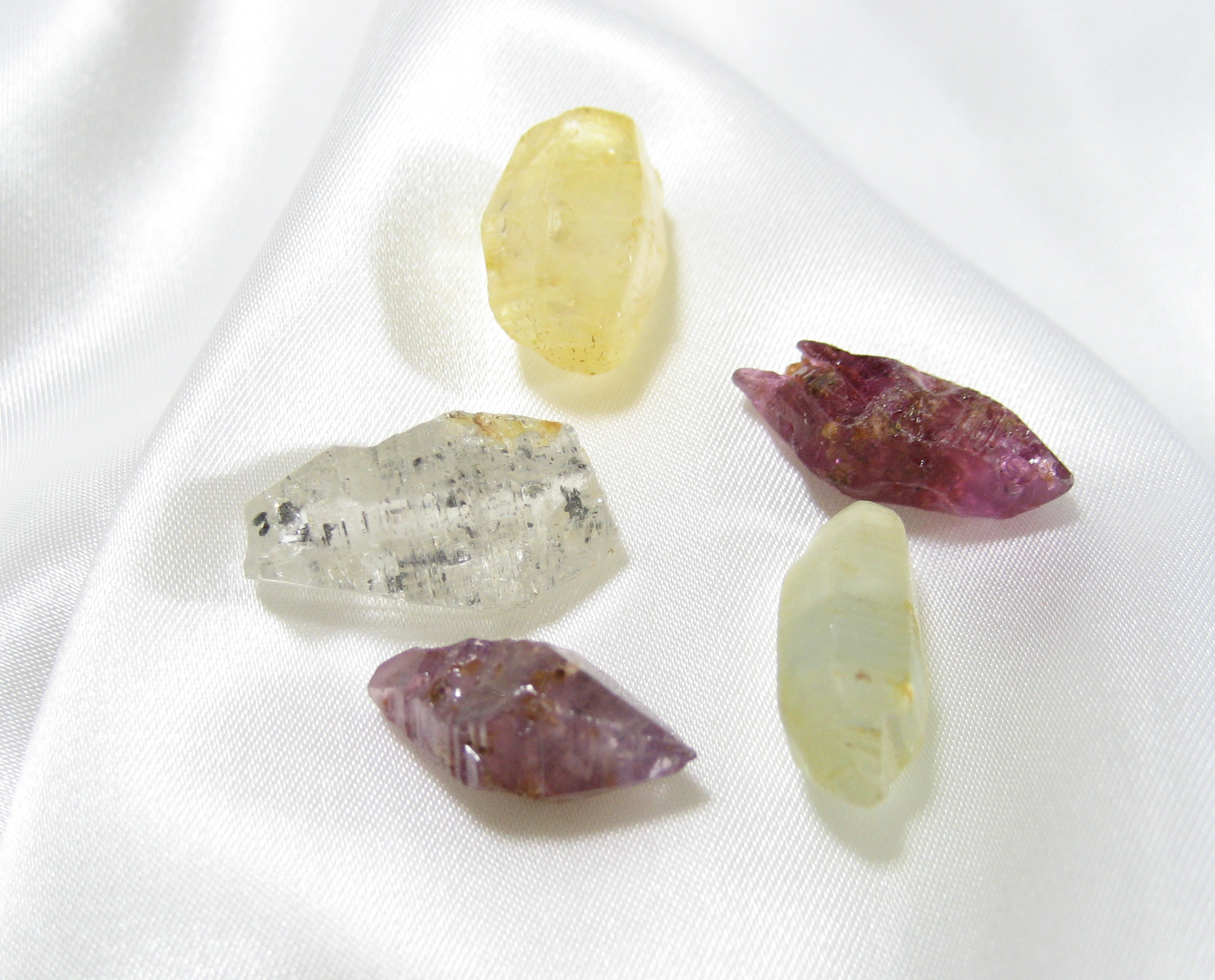
Saffier, de geboortesteen voor september.
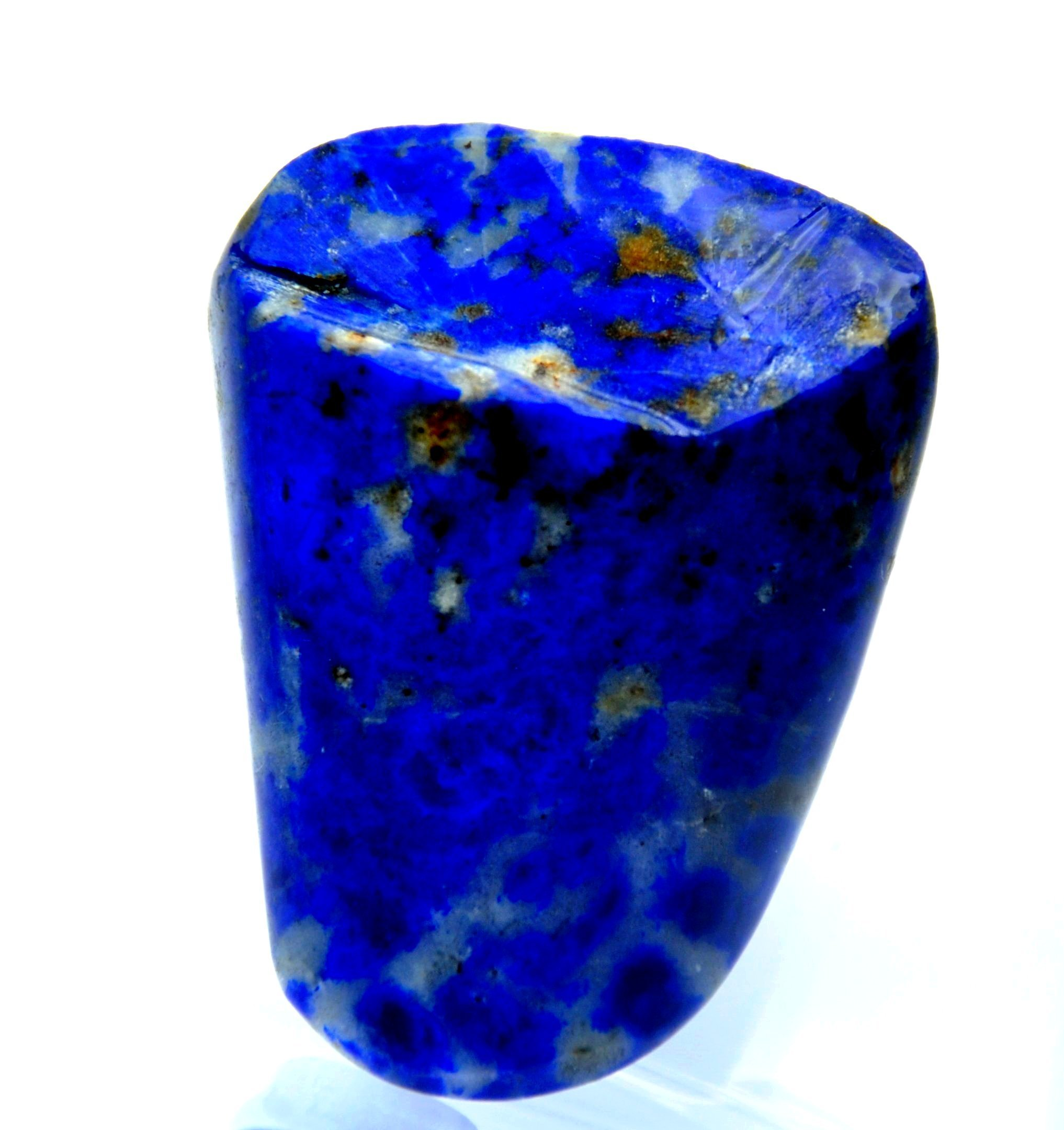
Lapis lazuli, de traditionele geboortesteen voor september.
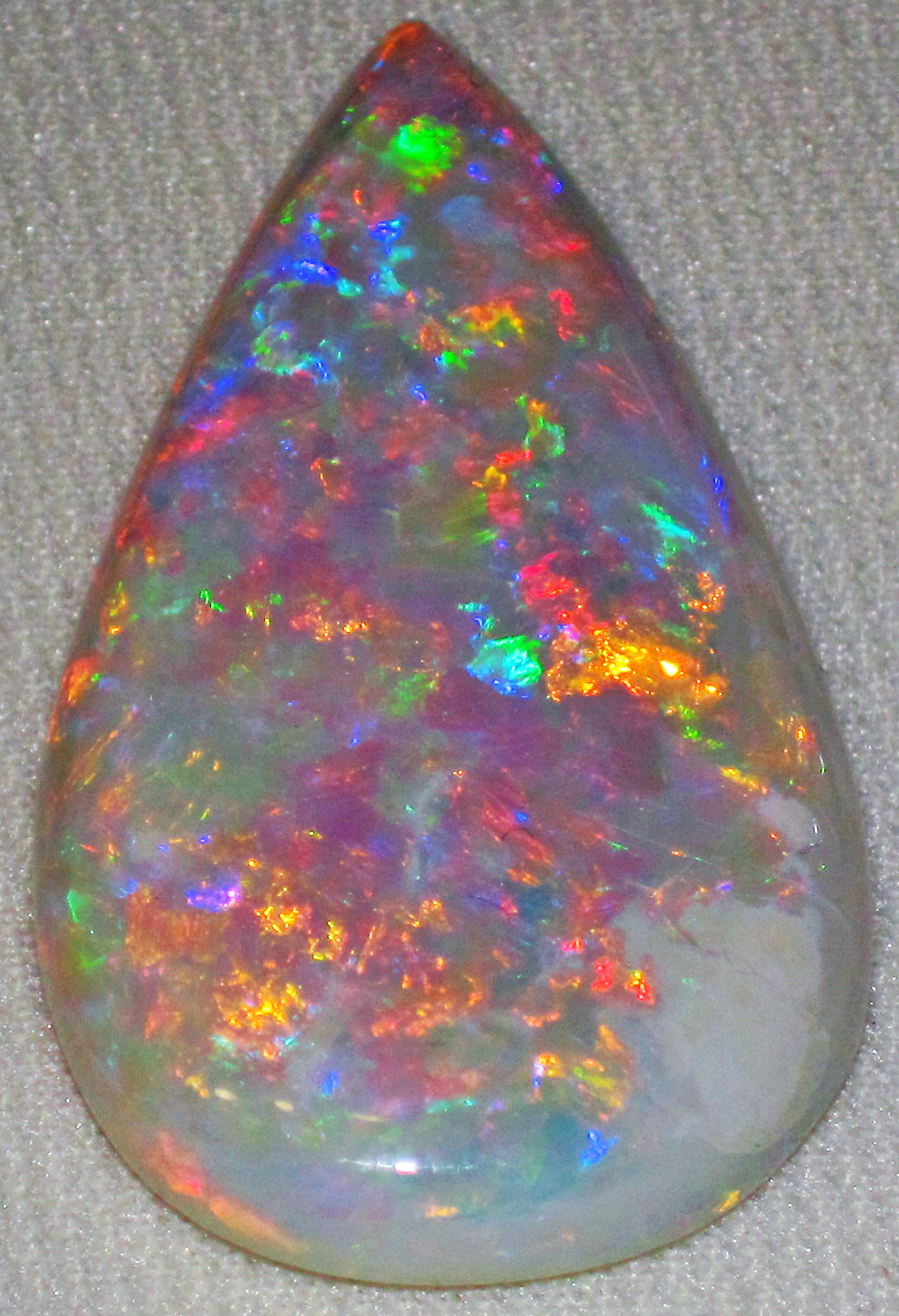
Opaal, een van de twee geboortestenen van oktober.
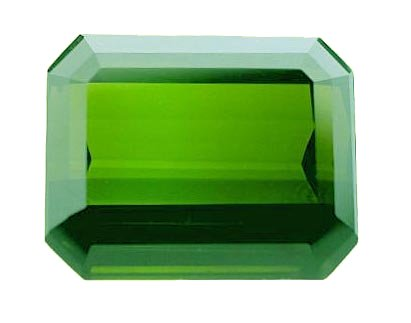
Toermalijn, een van de twee geboortestenen van oktober.
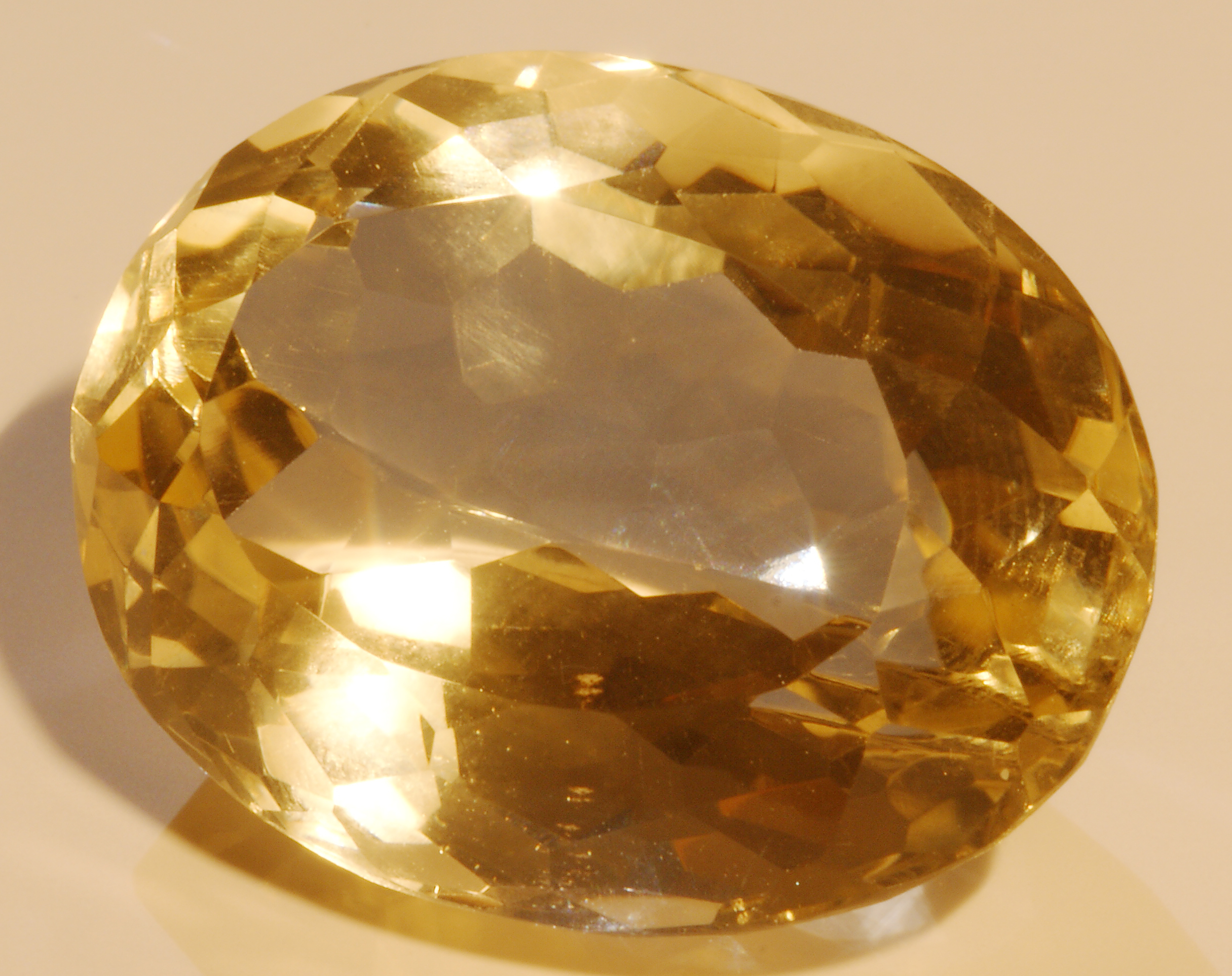
Citrien, een van de twee geboortestenen van november.
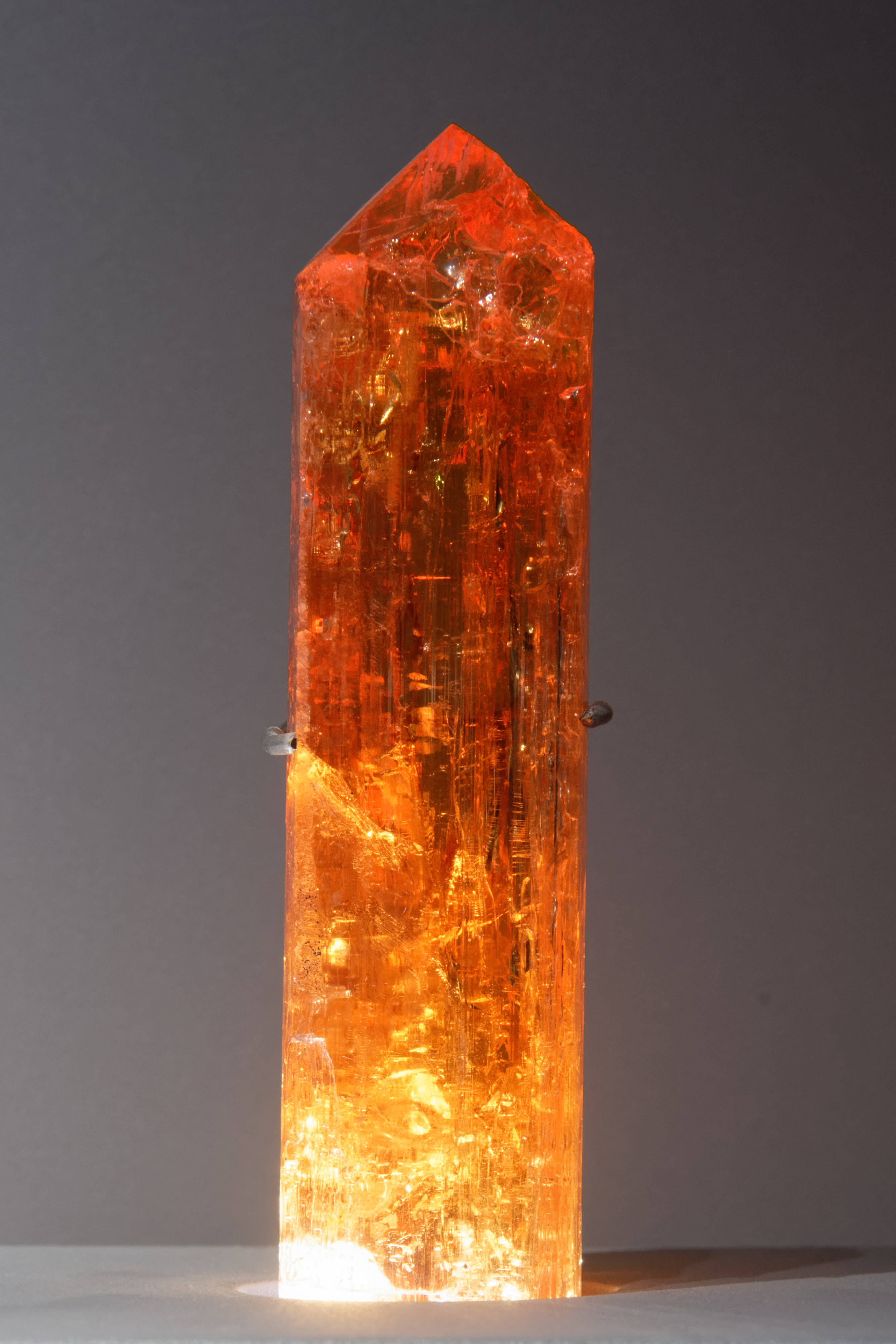
Topaas, een van de twee geboortestenen van november.
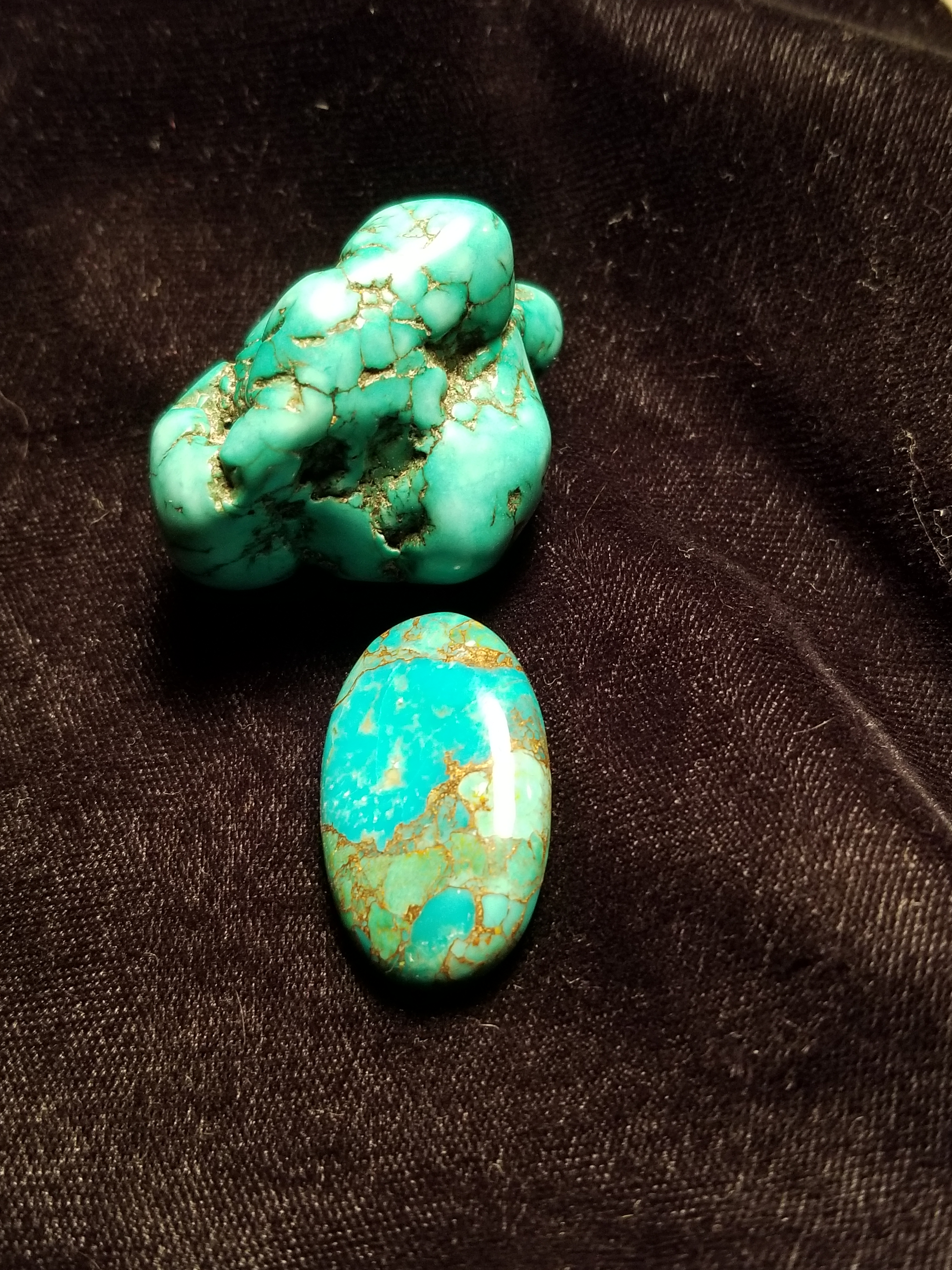
Turkoois, een van de drie geboortestenen van december.
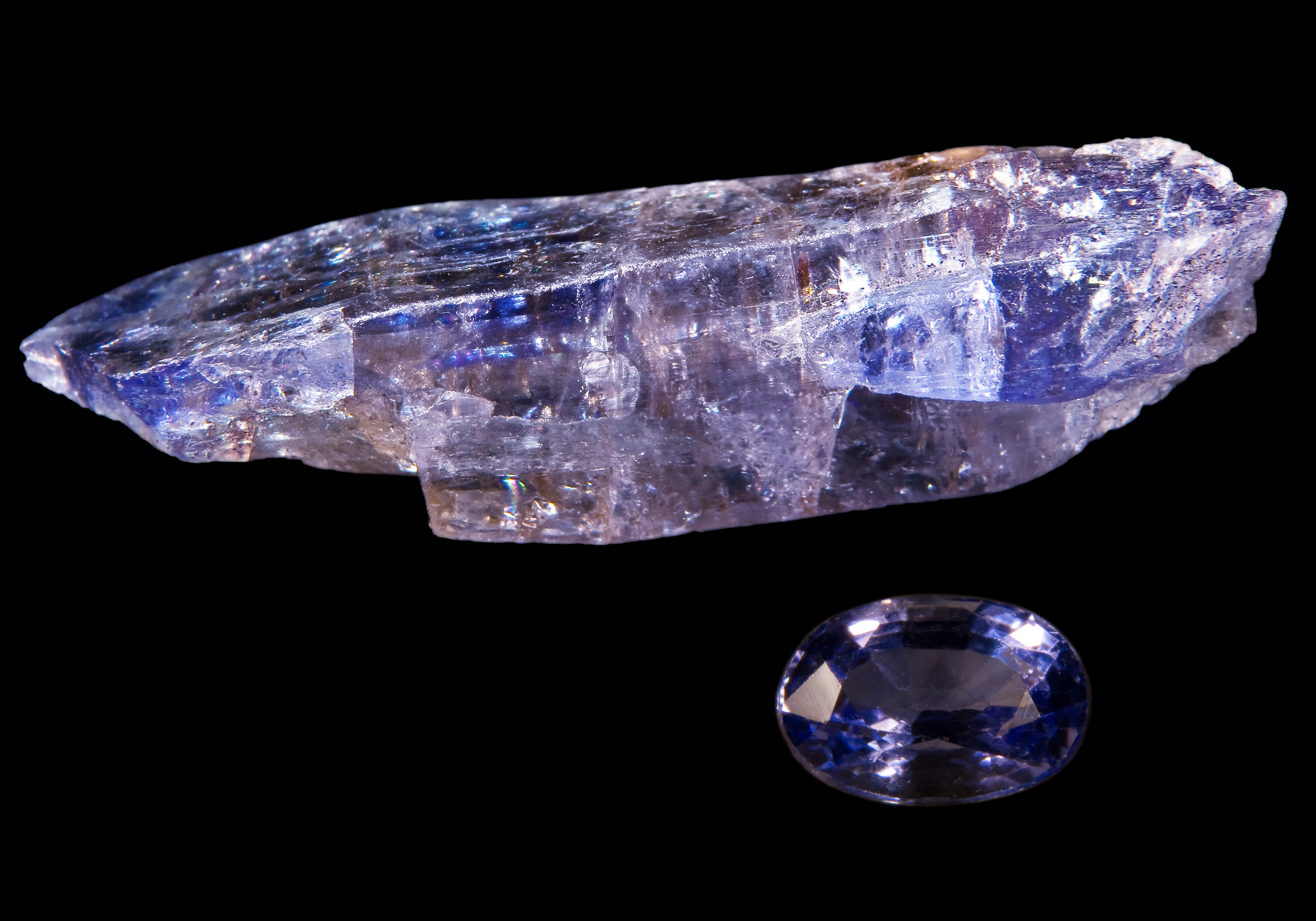
Tanzaniet, een van de drie geboortestenen van december.
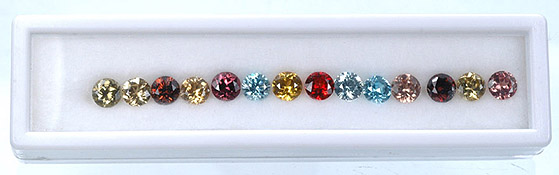
Zirkoon, een van de drie geboortestenen van december